# Rock Band Unplugged
Rock Band Unplugged es la versión para PSP del exitoso videojuego multiconsola Rock Band. El juego fue desarrollado por Backbone Entertainment conjuntamente con Harmonix, ha sido distribuido por Mtv Games y Electronic Arts; el juego fue lanzado en Norteamérica y Europa el 9 de julio de 2009.
El juego tiene un funcionamiento parecido al del juego original para PlayStation 2, PlayStation 3, Xbox 360 y Wii, el cambio fundamental de este juego es que el jugador lleva la responsabilidad de los cuatro instrumentos (Bajo, batería, guitarra y vocales) usando los controles de la consola. Los modos de juego son similares al del original a lo que cabe añadir que la mayoría de las canciones fueron tomadas de los hermanos mayores del juego. Las pistas adicionales a éstas serán por un tiempo una exclusiva antes de que se lanzen como contenido descargable de los juegos de consola originales. El juego tendrá la posibilidad de comprar contenido a través de la PlayStation Store.

## Modo de juego
Las canciones en Rock Band Unplugged ofrecen las canciones para los mismos instrumentos que Rock Band. Se juega de manera semejante a Frequency y Amplitude, dos de los juegos anteriores de Harmonix, con el jugador usando los botones de la cara en el PSP para emparejar notas; en la mayoría de los modos del juego, después de terminar una longitud de una frase en un instrumento dado, que el instrumento entonces tocará por sí mismo durante algún tiempo para permitir que el jugador cambie de instrumento usando los botones R y L. En esta ocasión no habrá micrófono y la parte vocal será igual a la de los demás instrumentos. El juego también incluirá las características de jugabilidad de Rock Band, incluyendo la sobremarcha y el seguimiento de acordes en canciones. cuando el jugador logra tener los cuatro instrumentos en su máximo nivel el jugador entra en el llamado "Band Groove" si durante ese estado el jugador activa la sobremarcha el juego aumenta el multiplicador a 11.
Hay 4 modos de juego en Rock Band Unplugged:
Primero de ellos llamado modo calentamiento en el que el jugador solo toca un instrumento
y se califica sobre la base de la cantidad de errores en el instrumento.
El segundo es el llamado modo supervivencia en el que el jugador intenta tocar
todos los instrumentos al mismo tiempo sin los fraseos.
El tercero llamado partida rápida consiste en tocar una canción común y corriente.
El cuarto llamado Gira consiste en una gira en la cual se forma una banda con
cada uno de sus integrantes personalizados y jugar por 24 lugares
diferentes que son:
- Dublín
- Estambul
- Chicago
- Moscú
- Shanghái
- Tokio
- Sídney
- Seattle
- San Francisco
- Los Ángeles
- Austin
- Nueva York
- Boston
- Montreal
- Río de Janeiro
- Reikiavik
- Londres
- Madrid
- París
- Roma
- Ámsterdam
- Estocolmo
- Berlín
- Tijuana

No existe un modo multijugador.

## Canciones
Rock Band Unplugged ofrece más de 41 canciones. No existe compatibilidad entre las canciones de los juegos de consola y éste, tampoco hay alguna interactividad con la PS3.Las canciones son:
| Título de la Canción                    | Artista                     | Década |
| --------------------------------------- | --------------------------- | ------ |
| "3's & 7's"                             | Queens of the Stone Age     | 2000s  |
| "ABC"                                   | Jackson 5                   | 1970s  |
| "Ace of Spades"                         | Motörhead                   | 1980s  |
| "Alive"                                 | Pearl Jam                   | 1990s  |
| "Aqualung"                              | Jethro Tull                 | 1970s  |
| "Buddy Holly"                           | Weezer                      | 1990s  |
| "Carry On Wayward Son"                  | Kansas                      | 1970s  |
| "Chop Suey!"                            | System of a Down            | 2000s  |
| "Come Out and Play (Keep Em Separated)" | The Offspring               | 1990s  |
| "De-Luxe"                               | Lush                        | 1990s  |
| "Drain You"                             | Nirvana                     | 1990s  |
| "Everlong"                              | Foo Fighters                | 1990s  |
| "Float On"                              | Modest Mouse                | 2000s  |
| "Gasoline"                              | Audioslave                  | 2000s  |
| "Holiday in Cambodia"                   | Dead Kennedys               | 1980s  |
| "I Was Wrong"                           | Social Distortion           | 1990s  |
| "The Killing Jar"                       | Siouxsie And The Banshees   | 1980s  |
| "Kryptonite"                            | 3 Doors Down                | 1990s  |
| "Less Talk More Rokk"                   | Freezepop                   | 2000s  |
| "Laid to Rest"                          | Lamb of God                 | 2000s  |
| "Livin' on a Prayer"                    | Bon Jovi                    | 1980s  |
| "Message in a Bottle"                   | The Police                  | 1980s  |
| "The Middle"                            | Jimmy Eat World             | 2000s  |
| "Miss Murder"                           | AFI (banda)                 | 2000s  |
| "More than a Feeling"                   | Boston                      | 1970s  |
| "Move Along"                            | All-American Rejects        | 2000s  |
| "Mr. Brightside"                        | The Killers                 | 2000s  |
| "My Own Worst Enemy"                    | Lit                         | 1990s  |
| "Our Truth"                             | Lacuna Coil                 | 2000s  |
| "Painkiller"                            | Judas Priest                | 1990s  |
| "The Perfect Drug"                      | Nine Inch Nails             | 1990s  |
| "Pinball Wizard"                        | The Who                     | 1960s  |
| "Rock Your Socks"                       | Tenacious D                 | 2000s  |
| "Show Me the Way"                       | Black Tide                  | 2000s  |
| "Spoonman"                              | Soundgarden                 | 1990s  |
| "The Trees" (Vault Edition)             | Rush                        | 1970s  |
| "Today"                                 | Smashing Pumpkins           | 1990s  |
| "What's My Age Again?"                  | Blink-182                   | 1990s  |
| "Where'd You Go?"                       | The Mighty Mighty Bosstones | 1990s  |
| "White Wedding, Part 1"                 | Billy Idol                  | 1980s  |
| "Would"                                 | Alice in Chains             | 1990s  |

## Contenido descargable
Las siguientes canciones están listas para ser descargables desde el lanzamiento del juego
| Título de la Canción | Artista               |
| -------------------- | --------------------- |
| "Don't Speak"        | No Doubt              |
| "The Kill"           | 30 Seconds to Mars    |
| "Typical"            | Mute Math             |
| "Under the Bridge"   | Red Hot Chili Peppers |
| "Wonderwall"         | Oasis                 |
| "Smooth Criminal"    | Alien Ant Farm        |
| "Losing My Religion" | R.E.M                 |